# 1988 en Alberta
Chronologie de l'Alberta
- 1984
- 1985
- 1986
- 1987
- 1988
- 1989
- 1990
- 1991
- 1992

Cette page concerne des événements qui se sont produits durant l'année 1988 dans la province canadienne de l'Alberta.

## Politique
- Premier ministre :  Donald Getty du parti Progressiste-conservateur
- Chef de l'Opposition :
- Lieutenant-gouverneur :  Helen Hunley.
- Législature :

## Événements
- Du 13 au 28 février : jeux olympiques d'hiver de 1988 à Calgary[1].
- Mise en service :
  - du BP Centre également appelé Amoco centre, immeuble de bureaux de 121 mètres de hauteur situé 240 4 Avenue SW à Calgary[2].
  - de la Canterra tower, tour de bureaux de 177 mètres de hauteur située à Calgary[3].
  - de l' Encor Place, immeuble de bureaux de 107 mètres de hauteur située 645 7 Avenue SW à Calgary[4].

## Naissances
- Rosemarie Ashley Falk, née à Lloydminster, femme politique canadienne, députée conservatrice de la circonscription saskatchewanaise principalement rurale de Battlefords—Lloydminster depuis le 11 décembre 2017.

### Janvier
- 3 janvier : Matt Frattin (né à Edmonton), joueur professionnel canadien de hockey sur glace. Il joue au poste d'ailier droit[5].

### Février
- 4 février : Jennifer Hartley, née à Balzac, joueuse canadienne de ringuette évoluant au poste de centre. Elle joue actuellement pour le Wam! d'Edmonton dans la Ligue Nationale de Ringuette (LNR). Elle est membre de l'équipe nationale de ringuette du Canada.
- 26 février : Blair Bann, joueur canadien de volley-ball né  à Edmonton. Il mesure 1,84 m et joue libero. Il est international canadien.

### Mars
- 16 mars : Jessica Gregg, née à Edmonton, patineuse de vitesse sur piste courte canadienne.
- 17 mars : Tyson Jost (né à Saint Albert), joueur professionnel canadien de hockey sur glace. Il joue au poste de centre[6].

### Avril
- 7 avril : Kirsti Lay-Giroux (née à Medicine Hat), athlète canadienne, membre de l'équipe Rally. Elle pratique le patinage de vitesse avant de devenir coureuse cycliste. Spécialiste de la piste, elle est vice-championne du monde de poursuite par équipes en 2016 et médaillée de bronze en 2015.
- 11 avril : Leland Irving (né à Swan Hills ), joueur professionnel canadien de hockey sur glace. Il joue au poste de gardien de but[7].
- 22 avril : Terry Joseph Galiardi, dit T.J. Galiardi, (né à Calgary), joueur professionnel de hockey sur glace américano-canadien[8],[9].

### Mai
- 23 mai : Rosanna Crawford, née à Canmore, biathlète canadienne.

### Juin
- 4 juin : Taylor Fedun (né à Edmonton), joueur professionnel canadien de hockey sur glace. Il joue au poste de défenseur[10].

### Juillet
- 2 juillet : Melissa Crystal O'Neil, née à Calgary, chanteuse et actrice Canadienne.
- 11 juillet : Andrew Bodnarchuk (né à Drumheller), joueur professionnel canadien de hockey sur glace[11].
- 17 juillet : Stephanie Rhodes-Bosch, née à Edmonton, cavalière canadienne de concours complet.
- 21 juillet : Andrew Tiedemann, né à Saint-Albert (Alberta)), joueur de rugby à XV, qui joue avec l'équipe du Canada, évoluant au poste de pilier.
- 23 juillet : Kate O'Brien (née à Calgary), bobeuse et une coureuse cycliste canadienne, spécialisée dans les épreuves de sprint sur piste.
- 25 juillet : Heather Marks, née à Calgary, mannequin canadienne.

### Août
- 3 août : Jennifer "Jenni" Sidey-Gibbons, née à Calgary, ingénieure en mécanique, chercheuse en combustion et astronaute de l'Agence spatiale canadienne, retenue en 2017 pour former le quatrième groupe d'astronautes canadiens.
- 6 août : Mark Santorelli (né à Edmonton), joueur professionnel italo-canadien de hockey sur glace[12]. Il est le frère du joueur Mike Santorelli.
- 15 août : Deborah Drever , femme politique canadienne, elle est élue à l'Assemblée législative de l'Alberta lors de l'élection provinciale de 2015. Elle représente la circonscription de Calgary-Bow en tant qu'une membre du Nouveau Parti démocratique de l'Alberta.
- 17 août : 
  - Justin Dorey, né à Calgary, skieur acrobatique canadien spécialisé dans les épreuves de half-pipe.
  - Laurenne Ross, née à Edmonton, skieuse alpine américaine des années 2010. Elle obtient son premier podium en Coupe du monde en terminant deuxième de la descente de Garmisch-Partenkirchen le 2 mars 2013.

### Octobre
- 14 octobre : Spencer Machacek (né à Lethbridge), joueur professionnel canadien de hockey sur glace.

### Novembre
- 5 novembre : Keaton Ellerby (né à Strathmore), joueur canadien de hockey sur glace. Il joue au poste de défenseur.
- 21 novembre : Ben Saxton, né à Calgary, joueur de beach-volley canadien[13]. Il participe aux Jeux olympiques d'été de 2016 avec Chaim Schalk.

### Décembre
- 14 décembre : Alison Jackson (née à Vermilion), coureuse cycliste canadienne. Elle court pour la formation Team Sunweb.
- 28 décembre : Andrew Jenkins, acteur canadien né à Medicine Hat.